# Памятник Пушкину (Элиста)
Памятник Александру Пушкину — памятник А. С. Пушкину, находящийся в Элисте в сквере возле культурного центра Родина.

## История
Первоначальный памятник Александру Пушкину был установлен в 1983 году по проекту скульптора Никиты Санджиева. Этот памятник представлял собой бюст поэта, установленную на круглой колонне классической формы.
В 1999 году скульптура Никиты Санджиева была заменена на фигуру поэта работы скульптора Н. Эледжиева. Торжественное открытие второго памятника состоялось 6 июня 1999 года. Скульптура Никиты Санджиева в настоящее время располагается возле дома № 3 по улице Илишкина.

## Описание
Памятник Александру Пушкину находится в центре скульптурно-архитектурного ансамбля, состоящего из просцениума и декоративной металлической решётки. Памятник помещён на постаменте в виде чёрного куба в конце сквера, имеющего формы небольшой аллеи и расположенного возле культурного центра «Родина». Аллея начинается от улицы Пушкинской и заканчивалась металлической декоративной решёткой, на которой размещены планшеты со стихотворными строками калмыцких поэтов Давида Кугультинова на калмыцком языке и Санджи Каляева на русском языке. На решётке располагаются также барельефы, изображающие различные символические сцены.

## Галерея

Барельеф
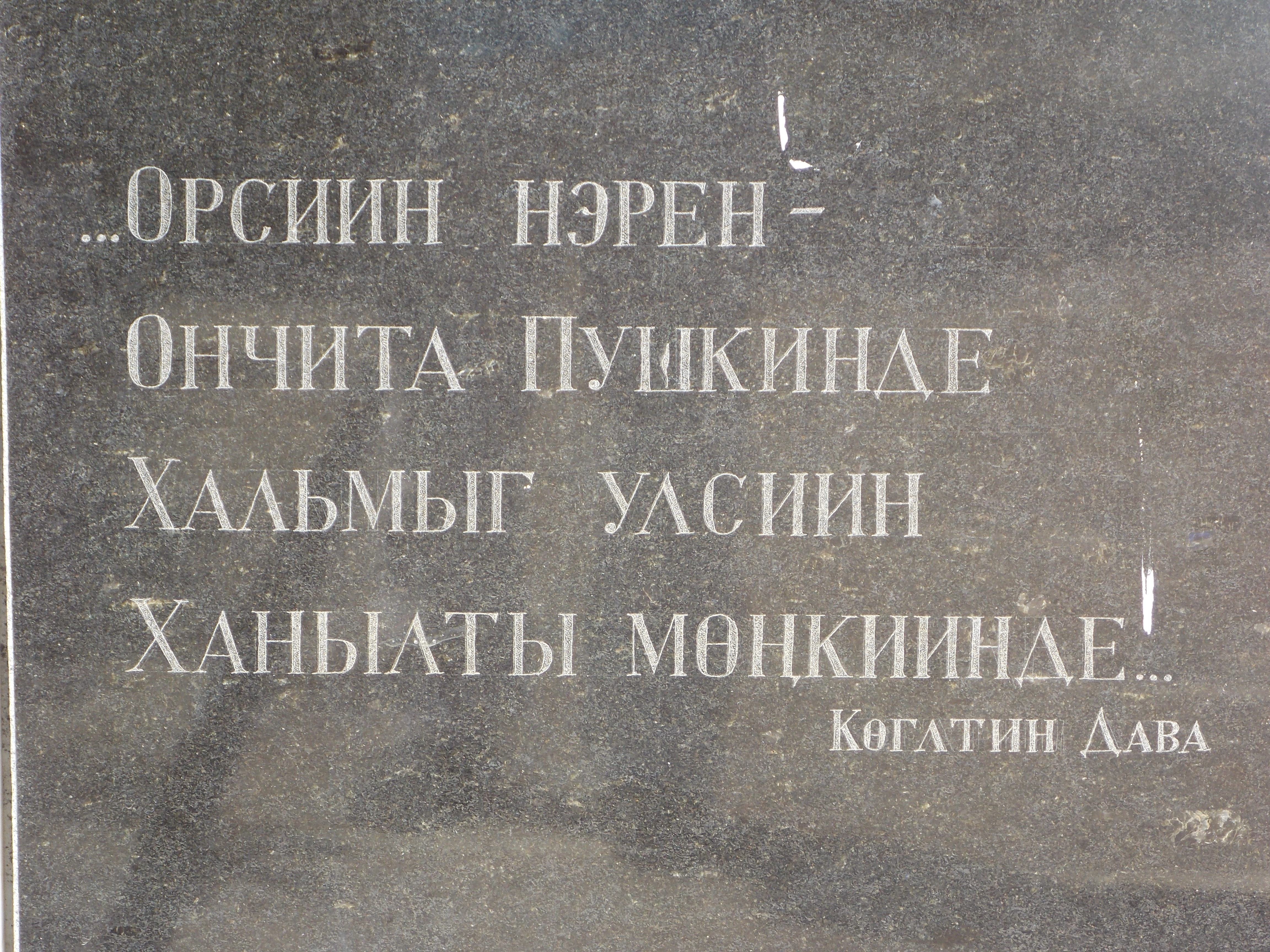
Стихотворение Давида Кугультинова